# Ropa vieja (plato español)

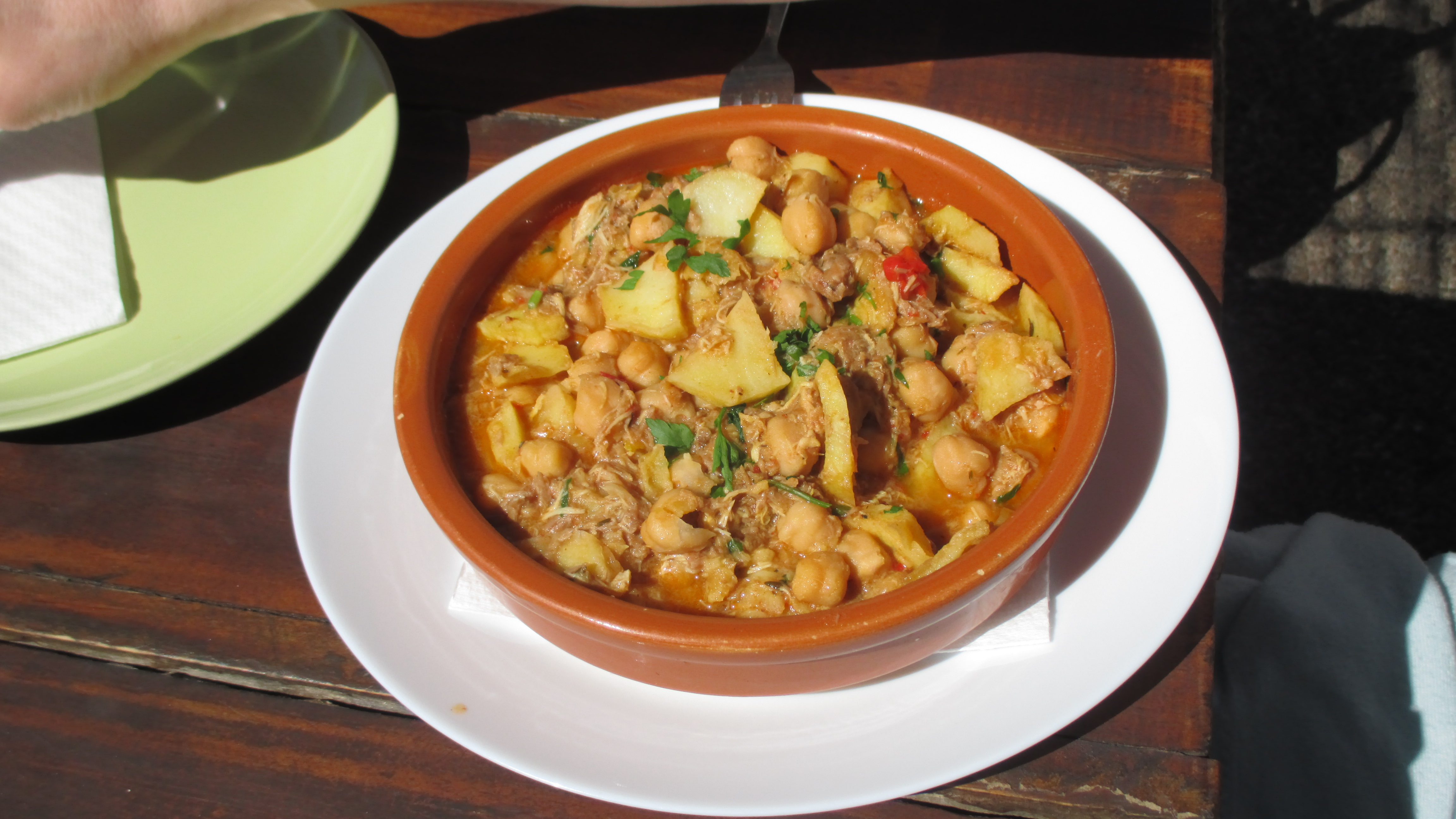
Ropa vieja canaria.

La ropa vieja es un plato de la cocina española preparado a partir de sobras de otras comidas, que tiene su origen en el puchero andaluz y el cocido. Se considera que tiene origen en la gastronomía sefardí medieval, aunque la teoría de este origen está discutida, dada la habitual presencia de productos de origen porcino como el hueso de jamón, la panceta o el tocino; que no eran consumidos por los judíos.

## Variantes regionales

### Andalucía
En la bahía de Cádiz, y parte de la provincia de Huelva, este plato es derivado del puchero andaluz. La carne se deshebra y se utilizan los garbanzos del puchero y se cocina aparte con papas cocidas o fritas o pasas.

### Castilla
En Castilla, la ropa vieja es un plato derivado del cocido. Se obtiene, tras retirar el caldo, friendo los garbanzos y parte de las carnes y verduras con huevo. 

### Canarias
En Canarias, la ropa vieja se prepara a partir de los restos del puchero o como plato individual, sin haber preparado un cocido previamente. La carne y los garbanzos constituyen su base, a los cuales se les añaden ingredientes y especias como papas fritas en daditos, pimiento rojo, ajo, cebolla, laurel, tomillo y clavo de olor.